# Sibianor proszynski
Espèce
Synonymes
- Harmochirus proszynski Zhu & Song, 2001

Sibianor proszynski est une espèce d'araignées aranéomorphes de la famille des Salticidae.

## Distribution
Cette espèce est endémique du Hebei en Chine,.

## Étymologie
Cette espèce est nommée en l'honneur de Jerzy Prószyński.

## Publication originale
- Song, Zhu & Chen, 2001 : The Fauna of Hebei, China: Araneae. Hebei University of Science and Techology Publishing House, Shijiazhuang, p. 1-510.